# ケール包囲戦 (1733年)
ケール包囲戦（ケールほういせん、仏: Siège de Kehl）は、ポーランド継承戦争中の1733年10月14日から10月28日まで、フランスによるラインラント戦役の最初の戦闘。ベリック公ジェームズ・フィッツジェームズ率いるフランスの大軍はライン川上流のケールを包囲した。駐留軍が少なく、守備も弱かったケール要塞は陥落した。

## 背景
1733年2月1日にポーランド王アウグスト2世が死去すると、ポーランド王位は息子のアウグスト3世と元国王スタニスワフ・レシチニスキの2人が請求した。フランス軍を載せた艦隊がブレストを出港すると、スタニスワフは秘密裏にドイツを通過して9月8日にワルシャワに到着、12日には選挙セイムでポーランド王に選出された。
アウグスト3世を支持したロシアとオーストリアは選挙の結果を聞くと、ポーランドに侵攻した。正規軍を持たなかったスタニスワフは9月22日にダンツィヒへ逃げ、フランスが約束した援軍を待った。10月5日、アウグスト3世はロシア軍の保護のもと、ワルシャワでポーランド王に即位した。グレートブリテン王国、ネーデルラント連邦共和国、スウェーデン、デンマーク＝ノルウェー、ヴェネツィア共和国はオーストリアとロシアによるポーランド侵攻を開戦事由として認め、中立を宣言した。ナポリ王国を奪取しようとしたスペインとミラノ公国を奪取しようとしたサルデーニャ王国はフランス側についた。
フランスの宮廷ではルイ15世の取り巻きであるコンティ公、ウー伯、クレルモン伯、シャロレー伯、ベル＝イル、リシュリュー公、そしてアウグスト3世の異母弟モーリス・ド・サックスはジェームズ・フィッツジェームズ元帥のもと、ラインラント侵攻軍を編成、オーストリアをポーランドから引き離しつつロレーヌ公国を獲得しようとした。

## 包囲まで
ケールは当時神聖ローマ帝国領で、バーデン＝バーデン辺境伯領の近くにあり、フランス領のストラスブールとはライン川の対岸である。ケール要塞とその北にあるフィリップスブルクはライン川上流の渡河点を守るための戦略要地であり、フランス領のアルザスと帝国の諸侯領の境界を形成していた。
要塞の守備は一般的には皇帝の責務だったが、ケール要塞についてはヴュルテンベルク公国が主導するシュヴァーベン・クライスが要塞の整備と守備を務めていた。1733年1月時点では帝国軍の小部隊が要塞に駐留していたが、要塞の指揮官はヴュルテンベルクのヨハン・アウグスト・フォン・プフェル男爵（Johann August von Pfuel）であり、駐留軍は主にはシュヴァーベンの軍勢だった。戦争が勃発したとき、要塞の修理と拡張工事は進行中だったが、ライン川近くの守備は全くの未完成であった。
10月12日、ベル＝イルとシリー（Silly）率いるフランス軍はロレーヌ公国に進軍、公国の首都ナンシーを占領した。公国全土に対する支配はすぐさまに成立、ベル＝イルたちは駐留軍を公国全体に残すと、軍の大半をアルザスに進め、ライン川での戦役に集中した。
同じく10月12日、ベリック公は軍にストラスブールの軍営から出てライン川を渡河するよう命じた。フランス軍はケールから南約4キロメートルのアウエナイム近くで舟橋を作り、4千人を東岸に移した。またケールから北約7キロメートルのゴルトショイアー近くで別の橋を築いた。2日後には軍の大半がライン川の渡河を終えた。一方プフェル将軍はフランス軍が行軍を開始すると、ケールとストラスブールの間の橋を破壊、要塞の外の家屋も破壊してフランス軍に使われないようにした。

## 包囲
ベリック公はまず、ケール要塞周辺に攻城用の要塞を築いて、ケール要塞を包囲するよう命じた。この築城には周辺の住民も駆り出された。ベリック公の需品係将校たちは近くの村からフランス軍への補給を要求した。ヴュルテンベルク公は同意したが、後に皇帝に提出された報告では強要されたものであると説明した。
10月17日にはフランス軍が塹壕を掘る準備を整えた。フランス軍がケールとストラスブールの間の島で砲台を築き始めたとき、プフェルはライン川に面する角堡がフランス軍の攻撃目標であることがわかり、翌日に防御と撤退の戦術を詳しく指令した。角堡は侵入されたか砲台が壊されるまで維持され、放棄された後は守備軍はまず主要塞と角堡の間の通路に、続いて主要塞に撤退するとした。
フランス軍は10月19日に塹壕を掘りはじめ、21日には要塞のライン川に面する未完成なルネットに着いた。フランス軍は23日からそのルネットで砲台を築き始めた。守備軍は砲台の大半がフランス軍の砲火で壊されたか外されたため、マスケット銃とグレネードによる抵抗しかできなくなった。
23日、フランス軍は角堡に砲火を浴びせるとともに、主要塞を砲撃した。フランス軍は擲弾兵部隊による2度の強襲が失敗した後、角堡を短期間占領できたが、翌日に奪回された。守備軍も角堡近くのフランス軍に対しソーティを派遣したが撃退された。27日にはフランス軍が多数の砲台を築き、主要塞を砲撃した。28日の16時ごろ、フランス軍による角堡への砲撃が激しくて、角堡の守備軍の指揮官はプフェルに撤退の許可を要請した。プフェルは許可した。その後、プフェルは作戦会議を開き、戦闘に適する兵士が500人しかなく、要塞も最大3日しかもたないことがわかると、28日の20時ごろに降伏した。
駐留軍は31日に武人の礼遇をもって要塞から出て、帝国軍の防御線のあるエットリンゲンへ移送された。

## その後
天気が悪くなったため、フランス軍はケールの落城をもって1733年の戦役を終えた。ベリック公は一帯の支配を確保すると、ライン川の西側で冬営した。1734年、ベリック公はライン川を下って戦役を続き、帝国軍の防御線のあるエットリンゲンの側面を突き、フィリップスブルク包囲戦を戦ったが、そこで砲弾に直撃され死亡した。包囲戦は副官のアスフェル侯爵が引き継ぎ、成功させた。フィリップスブルク包囲戦の成功により、ライン川流域での戦役は終わった。1738年のウィーン条約によりポーランド継承戦争が終結すると、フランス軍はケールとフィリップスブルクから撤退したが、ロレーヌを併合した。